# Carlos Calderón de la Barca
Carlos Calderón de la Barca (Cidade do México, 2 de outubro de 1934 - Puebla, 15 de setembro de 2012) foi um ex-futebolista mexicano que competiu na Copa do Mundo FIFA de 1958.